# Калотри
Калотри (фр. Calotterie) насеље је и општина у североисточној Француској у региону Север-Па д Кале, у департману Па де Кале која припада префектури Montreuil.
По подацима из 2011. године у општини је живело 646 становника, а густина насељености је износила 68,14 становника/km². Општина се простире на површини од 9,48 km². Налази се на средњој надморској висини од 5 метара (максималној 58 m, а минималној 2 m).

## Демографија
| 1962. | 1968. | 1975. | 1982. | 1990. | 1999. | 2011. |
| ----- | ----- | ----- | ----- | ----- | ----- | ----- |
| 309   | 332   | 357   | 401   | 550   | 559   | 646   |

График промене броја становника у току последњих година